# Varnost strojev
Danes se veliko delavcev poškoduje, zboli ali celo izgubi življenje kot rezultat izpostavljenosti nevarnostim na strojih in opremi v vseh panogah industrije.

## Nevarnosti ob stroju
Nevarnosti, ki pretijo delavcu na delovnem mestu so:
- nevarnosti poškodb:
  - stik z gibajočimi se strojnimi deli;
  - stik z električno napetostjo, visokimi in nizkimi temperaturami, ognjem in ostalimi energijami;
  - stik s plini ali tekočinami pod tlakom;

- nevarnosti za zdravje:
  - zastrupitve s škodljivimi kemikalijami;
  - poškodbe zaradi hrupa, sevanja ali vibracij;
  - poškodbe zaradi prisilne drže ali ponavljajočih se gibov;
  - proizvodni procesi škodljivi za okolje.

Največkrat se nesreča zgodi
- pri kontrolni plošči stroja ob zagonu, ustavitvi ali nastavitvah;
- v prostoru, kjer se nalagajo polizdelki v stroj ob nalaganju ali čiščenju;
- kjer so gibljivi deli stroja (rezanje, vrtenje, vrtanje, oblikovanje, gibanje na različne načine) ob čiščenju, vzdrževanju, odpravljanju zastojev, popravilu in nastavitvah;
- pri zobnikih, cilindrih, jermenih, kolesih ob čiščenju, vzdrževanju, odpravljanju zastojev, popravilu in nastavitvah;
- okoli viličarjev in pri premikih opreme;
- okoli transporterjev, dvigal in žerjavov;
- ob kateremkoli stroju ali opremi, ki lahko prenese energijo na prisotnega delavca.

### Stik z gibajočimi se strojnimi deli
Poznamo več vrst strojnih gibanj, ki lahko na različne načine poškodujejo delavca:
- krožno gibanje
- gibanje v vseh treh smereh (gor-dol, naprej-nazaj, levo-desno)
- gibanje v ravni liniji

Če pride delavec v stik s strojnim delom, ki opravlja neko gibanje, lahko pride do poškodb, kot so 
urezanine, udarnine, zmečkanine, odstriženja, vbodi, preluknajnja, strganine, odtrganine, odrgnine, zlomi, izpahi, izvini...

### Stik z električno napetostjo, visokimi in nizkimi temperaturami, ognjem in ostalimi energijami
S takimi energijami se lahko srečamo pri kontrolnih ploščah, električnih napeljavah, električnih vodih, pečicah, in ostalih grelnih elementih,
okrog kemičnih posod, cevi, ventilov, črpalk in kompresorjev tako med popravili kot tudi med rednim obratovanjem.
Brez ustreznih varoval na strojih, brez upoštevanja varnostnih navodil ali prave osebne varovalne opreme se lahko resno poškodujemo ob izpostavljenosti električni energiji, visoki ali nizki temperaturi ter požaru.
Govorimo predvsem o opeklinah in ozeblinah, ki pa lahko resno in trajno poškodujejo izpostavljene dele telesa. Ob udaru električnega toka skozi telo nam pa grozijo tudi opekline notranjih organov in zastoj srca.

### Stik s plini in tekočinami pod tlakom
V stik s plini in tekočinami pod tlakom lahko pridemo pri brizgalnih šobah, avtoklavih, tlačnih posodah, ceveh, ventilih, črpalkah in kompresorjih med čiščenjem, vzdrževanjem ali popravilih.
Poškodbe, ki lahko nastanejo pri nesreči so lahko poškodba kože (strganina ureznina), oslepitev, poleg tega pa moramo upoštevati morebitne strupe, ki se nahajajo v plinu ali tekočini, s katero smo prišli v stik.

### Stik s škodljivimi kemikalijami
Kemikalije so našle svoje mesto skoraj povsod v industriji: barve, maziva, čistila,lepila, hladilna sredstva, goriva, zaščitna sredstva. Ob vdihavanju hlapov lahko pride do zastrupitve, ki lahko pride do izraza tudi kasneje po nekaj letih, ob direktnem stiku s kožo pa lahko pride do opeklin.

### Stik s hrupom, sevanjem in vibracijami
Brez primerne zaščite se hrup, sevanje in vibracije širijo tudi izven delovnega območja stroja. Pojavljajo se pri skoraj vseh proizvodnih procesih, najbolj izrazito pa predvsem pri vtiskovanju, žaganju, brušenju, poliranju, varjenju, rezanju, ...
Hrup povzroča trajno poškodbo sluha, vibracije pa povzročajo mehanske okvare na posameznih organih človeškega telesa. Sevanje lahko povzroči oslepitev, opekline ali poškodbe notranjiih organov.

### Prisilna drža in ponavljajoči se gibi
Prisilna drža in ponavljajoči se gibi lahko privedejo do poškodb mehkega tkiva, bolezen žilja, živčevja in mišičevja, bolečin v sklepih in predvsem slabega počutja.

## Varovanje stroja
Za zaščito pred posegom v nevarno območje stroja so nanj nameščena varovala in varovalne naprave, ki morajo biti čvrste konstrukcije, trdno pritrjene, ne smejo povzročati dodatnih nevarnosti, ne smejo biti takšne, da jih je enostavno obiti ali narediti nedelujoče, morajo biti nameščene na primerni razdalji od nevarnega območja, morajo minimalno ovirati pregled nad proizvodnim procesom, morajo omogočati izvedbo bistvenih del pri namestitvi in zamenjavi orodij in vzdrževalnih del, tako, da omejujejo dostop samo na območje, na katerem je treba opraviti delo, po možnosti brez odstranjevanja varovala ali onemogočanja varovalne naprave. Poleg tega morajo varovala, kadar je to mogoče, varovati pred izmetom ali odpadanjem materialov ali predmetov in pred emisijami, ki jih povzroča stroj.

### Varovala

#### Nepomična varovala
Nepomična varovala morajo biti pritrjena s sistemi, ki jih je
mogoče odpreti ali odstraniti samo z orodjem. Kadar so varovala odstranjena, morajo sistemi za njihovo pritrjevanje ostati pritrjeni na varovala ali na stroj. Kadar je možno, varovala ne smejo ostati nameščena brez svojih pritrdil.

#### Pomična zaporna varovala
Pomična zaporna varovala morajo, če je to mogoče, ostati pritrjena na stroju kadar so odprta. Izdelana morajo biti tako, da jih je mogoče odpreti le z namernim dejanjem. Povezana morajo biti z zaporno napravo, ki preprečuje zagon nevarnih funkcij stroja, dokler varovala niso zaprta in sproži ukaz za ustavitev stroja , kadar se varovalo odpre. Kadar lahko upravljavec doseže nevarno območje, preden je tveganje zaradi nevarnih funkcij stroja prenehalo, morajo biti pomična varovala poleg zaporne naprave povezana še z napravo za zaklepanje varovala, ki zadržuje varovalo zaprto in zaklenjeno, dokler to tveganje ne preneha.

#### Nastavljiva varovala, ki omejujejo dostop
Taka varovala, ki omejujejo dostop do tistih območij gibajočih se delov, do katerih je nujno potreben dostop zaradi opravljanja dela, morajo biti ročno ali samodejno z lahkoto nastavljiva brez uporabe orodja.

### Varovalne naprave
Varovalne naprave morajo biti načrtovane in vgrajene v krmilni sistem, tako da ni možen zagon gibajočih se delov, dokler so v dosegu upravljavca. Upravljavec ne more doseči gibajočih se delov, medtem ko se gibljejo. Odsotnost ali okvara enega izmed delov varovalne naprave prepreči zagon gibajočih se delov ali jih ustavi. Varovalne naprave morajo biti nastavljive le z namernim dejanjem.
- varnostni dvoročni vklop
- zadrževalna krmilna naprava
- krmiljenje z omejenim gibanjem
- zagon z zakasnitvijo
- omejilne naprave
- stikalo za izklop v sili
- potezna vrv
- teleskopsko končno stikalo
- sistem z izmenjavo ključev
- zaznavala prisotnosti